# Càrrega elèctrica elemental
La càrrega elèctrica elemental o quantum elemental d'electricitat és una constant física usada com a unitat natural i equivalent al mòdul de la càrrega elèctrica d'un electró. Aquest valor coincideix, amb signe contrari, amb la càrrega elèctrica d'un protó, tot i que actualment no se sap perquè, ja que es tracta de dos tipus de partícules elementals diferents: l'electró és un tipus de leptó mentre que el protó és un hadró (tres quarks «enganxats») format per dues partícules amb càrrega positiva i una de negativa. Es defineix com a la mínima càrrega elèctrica possible i es representa amb el símbol e.
| {\displaystyle e=1,602\,176\,487\times 10^{-19}\;\mathrm {C} } |

El concepte de càrrega elèctrica elemental va néixer quan encara no existia la teoria dels quarks. Així, corresponia a la càrrega elèctrica més petita que podia existir, que coincidia amb la càrrega elèctrica de les partícules elementals més petites, i carregades elèctricament, que es coneixien. Tots els barions i mesons tenen càrregues elèctriques enteres, múltiple de la càrrega elèctrica elemental, que es considera indivisible.
Segons la teoria de quarks però, els barions estan formats per un quark i el seu antiquark i els mesons per tres quarks. Perquè el protó tingui la càrrega elemental una possibilitat seria que cada quark que el compon pugui tenir una càrrega menor a aquesta. Aquesta teoria postula que els quarks i antiquarks tindrien càrregues elèctriques d'un o dos terços de l'elemental, el que s'anomena càrrega semientera o també càrrega fraccional. Tanmateix això resta una teoria que mai s'ha provat i ningú fins ara ha estat capaç de detectar una càrrega fraccional aïllada ni, per exemple, a l'experiment de la gota d'oli.

## Història
El 1909 en Robert Millikan va fer la primera mesura experimental de la càrrega elèctrica elemental a partir del seu famós experiment de la gota d'oli. D'altra banda, en 1913, Henry Moseley va trobar experimentalment que els nuclis atòmics tenien tots càrregues positives que tenien valors enters múltiples de la càrrega elemental. Encara que es desconegui la causa, s'ha comprovat que la càrrega dels electrons i la dels protons, a excepció del signe, són idèntiques.
Des de llavors, aconseguir detectar una càrrega inferior ha estat un repte per a algunes persones que s'han dedicat a intentar-ho, cosa no assolida en l'actualitat, molt especialment a partir dels anys seixanta, quan es va postular la teoria dels quarks amb una suposada càrrega semientera.

## Valor exacte
Segons el Comitè de Dades per a la Ciència i la Tecnologia, CODATA, un comitè de l'International Council for Science, ICSU, el valor de la càrrega elèctrica elemental és d'1,602 176 487 × 10–19 Coulombs, amb un interval de confiança estàndard de 0,000 000 040 × 10–19 C i un interval relatiu de 2,5 × 10–8 C.
L'error típic o estàndard seria d'un màxim de 0,000 000 14 × 10–19 C i l'error relatiu de 8,5 × 10–8 C.

## Conversió d'unitats
La unitat de càrrega elèctrica al sistema internacional és el Coulomb, de símbol C :
- e = 1,6 × 10–19 C
- 1 C = 6,2 × 1018 e

Al sistema centímetre-gram-segon es pot utilitzar, per exemple, el franklin, Fr, o l'estatcoulomb, statC. Al camp de l'enginyeria nuclear i d'efectes i aplicacions de la radioactivitat també és freqüent l'EMCGS:
- e = 1,59×10–20 unitats electromagnètiques CGS (EMCGS)
- e = 4,77×10–10 unitats electroestàtiques CGS
- e = 4,80×10–10 Fr
- e = 0,53×10–10 statC

- 1 EMCGS = 6,29×1019 e
- 1 unitat electroestàtica CGS = 2,09×10⁹ e
- 1 Fr = 2,08×10⁹ e
- 1 statC = 1,87×10¹⁰ e

## Constants relacionades
La constant de Faraday, F, és la càrrega elèctrica que té un mol d'electrons. Per definició és el resultat de la multiplicació de dues constants, la càrrega elèctrica d'un electró (que és la càrrega elèctrica elemental, e), pel nombre d'electrons que hi ha en un mol d'ells, que és sempre igual al nombre d'Avogadro, NA. És a dir que:
- F = e · NA = 1,6 × 10–19 · 6,02 × 1023 = 96 320 C/mol

Com la càrrega elèctrica d'un protó és igual a la de l'electró, encara que de signe contrari, resulta que la constant de Faraday és també en mòdul (però signe contrari, és a dir, positiu) la càrrega elèctrica d'un mol de protons.

La constant de Josephson, kJ, és la inversa del quàntum de flux magnètic, que és proporcional al corrent elèctric continu dels superconductors. Equival al doble de la càrrega elèctrica elemental, e dividida entre la constant de Planck, h. Formalment:
- kJ = 2 e/h = 2 · 1,6 × 10–19 / 6,62 × 10–34 = 4,8 × 10¹⁴

En física es pot establir un sistema d'unitats imposant que set valors constants tinguin valor unitari i calculant totes les altres a través d'elles. Aquests sistemes s'anomenen naturals i aquestes set constants físiques, escollides arbitràriament, són unitats naturals. La càrrega elèctrica elemental es considera una unitat natural que s'usa, per exemple, a les unitats de Planck, les de Stoney, les de Schrödinger, les unitats atòmiques, les de l'electrodinàmica quàntica i òbviament al sistema d'unitats electrònic. A aquests diferents sistemes d'unitats, segons quines siguin les altres constants físiques a les quals ha convengut donar-les el valor 1, n'hi ha d'altres definides amb una relació matemàtica a partir de la càrrega elemental i, de vegades, també altres unitats naturals.

## Magnituds relacionades
La càrrega elèctrica elemental està relacionada amb l'estabilitat del nucli atòmic, l'activitat d'una substància radioactiva i la radioactivitat. Per exemple, la càrrega elèctrica de la radiació beta (produïda per emissions d'electrons) és igual a la càrrega elèctrica elemental i el quadrat de la càrrega elèctrica elemental, e², és proporcional a la mida de la barrera a l'efecte túnel de la radioactivitat alfa i al potencial coulombià de la partícula alfa un cop aquesta ha franquejat la distància del pou de potencial.

## Altres càrregues elementals
La teoria dels quarks ha afegit conceptes de «càrrega» diferents a la càrrega elèctrica, com la càrrega de color, la càrrega bariònica, la càrrega leptònica, l'estranyesa, l'encant, la bellesa i la veritat. Cada una d'aquestes càrregues té una càrrega elemental.